# Corynorhinus
Corynorhinus — рід кажанів родини лиликових (Vespertilionidae), клас ссавців (Mammalia). Типовий вид: Corynorhinus rafinesquii. Члени цієї групи раніше були в роді Plecotus.

## Поширення, поведінка
Мешкають в Північній Америці та Мексиці. Живуть в різних місцях проживання, але зазвичай в лісистій місцевості. Як місця відпочинку їм служать порожні будівлі і печери. Вони сплять групами по кілька десятків тисяч тварин. Ночами вирушають на пошуки їжі. Їх політ повільний, але вони можуть зависнути в одній точці в повітрі, щоб забрати свою здобич з листя або стіни. Їх їжа складається виключно з комах. Взимку впадають в коротку зимову сплячку.

## Відтворення
Спарювання відбувається в зимових апартаментах, запліднення відбувається не тільки в теплу погоду, так що період вагітності коливається від 56 до 100 днів. У квітні-червні народжується єдине маля, яке вигодовується молоком два місяці.

## Морфологія
Довжина голови й тіла 45–70 мм, довжина хвоста від 35 до 55 мм і вага від 5 до 20 грамів. Хутро коричневе, знизу світліше, ніж зверху.

## Видовий склад
- Corynorhinus mexicanus
- Corynorhinus rafinesquii
- Corynorhinus townsendii